# Баррель (единица объёма)

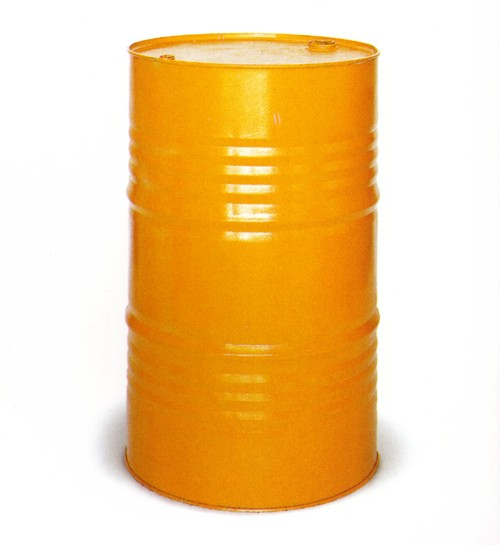
Бочка, прообраз рассматриваемой единицы объёма

Ба́ррель (англ. barrel — бочка) — мера объёма сыпучих веществ и жидкостей, равная «бочке». Используется для измерения объёма в экономических расчётах и в некоторых странах.

## Нефтяной баррель
1 нефтяной баррель = 158,988 литра. Международное обозначение: bbls.

## Пивной баррель
Для измерения объёма пива и эля в Великобритании использовался так называемый пивной баррель:
1 (пивной) баррель = 2/3 хогсхеда = 2 килдеркина = 4 феркина.
В разные века величина пивного барреля менялась. Так,
- В 1454 году, в зависимости от того, что измерялось, — эль или пиво, менялся и объём барреля. 1 баррель = 32 элевых галлона эля (147,88 литра) = 36 элевых галлонов пива (166,36 литра).
- В 1688 году: 1 баррель = 34 элевых галлона = 159,12 литра.
- В 1803 году: 1 баррель = 36 элевых галлонов = 166,36 литра.
- С 1900 года: 1 баррель = 36 английских галлонов = 163,66 литра.

## «Английский» баррель
Для измерения объёма сыпучих веществ существовал так называемый «английский баррель»:
1 английский баррель = 4,5 бушеля = 163,66 литра.

## Баррель в США
В США стандартный баррель для жидкости равен 31,5 американских галлонов, то есть:
1 американский баррель = 31,5 американских галлонов = 119,2 литра = 1/2 хогсхеда.
Однако при измерении объёма пива (из-за налоговых ограничений) в США используется так называемый стандартный пивной баррель, который равен 31 американскому галлону (117,3 литра).
Также в США используется единица, именуемая «сухой баррель» (dry barrel), которая равна 105 сухим квартам (115,6 литра).
Для наиболее часто употребляемого в мире понятия барреля (а именно, для нефти) имеется особая мера, отличная от всех перечисленных (нефтяной баррель).

## «Французский баррель»
Называется «баррик» (фр. barrique) и равняется 225 литрам или 60 старым винным галлонам (наиболее распространённая «бордоская мера» или «бордоская бочка»). В качестве национальной единицы объёма принят на Гаити. Существуют также и другие исторические меры французского баррика. «Бургундский» баррик, например, равняется 228 литрам.